# De Smet (Dakota del Sur)
De Smet es una ciudad ubicada en el condado de Kingsbury en el estado estadounidense de Dakota del Sur. En el censo de 2010 tenía una población de 1089 habitantes y una densidad poblacional de 363,1 personas por km².

## Historia
Localizada en el área de Dakota del Sur en un área que se conoce como East River (en el este del Río Misuri, el cual divide al estado diagonalmente), De Smet fue asentado por Europeos Americanos en 1880. Fue nombrado por un padre Belga Pierre De Smet. en el siglo XIX un misionero Jesuita quien trabajó con los Indios Americanos en los Estados Unidos y sus territorios la mayor parte de su vida. A mediados de los 1880, incendios en las praderas y pérdidas de las cosechas después de un período de tres años de sequías muchos de los colonos reubicaron sus granjas y haciendas en áreas más fáciles por 1917, De Smet era un pueblo Ganadero, con muchos trenes pasando por allí a diario llevando ganado al mercado.

La familia de Charles Ingalls, originaria de Wisconsin, llegaron a De Smet en 1879. Sus viajes y su establecimiento pionero en Minnesota, Kansas, territorio de Dakota y Iowa sería más tarde narrado en una serie de libros escritos por la segunda hija de los Ingalls, Laura Elizabeth - más tarde conocida como Laura Ingalls Wilder. Laura Ingalls y su esposo, Almanzo Wilder primero se instalaría en De Smet junto con los padres y el hermano de este. Los Wilder vivían a las afueras de De Smet en tierras de cultivo, mientras que los Ingalls estaban en el pueblo de De Smet. Después de construir una casa y comenzar un negocio allí, Charles Ingalls ayudó a fundar la primera congregación de la iglesia de De Smet, más tarde ayudó a construir el edificio de la iglesia con el primer servicio celebrado allí el 30 de agosto de 1882. Charles y su esposa, Junto con su hija mayor Mary estuvieron entre los ocho miembros originales que fundaron la iglesia.

## Geografía
De Smet se encuentra ubicada en las coordenadas 44°23′10″N 97°32′59″O / 44.38611, -97.54972. Según la Oficina del Censo de los Estados Unidos, De Smet tiene una superficie total de 3 km², de la cual 3 km² corresponden a tierra firme y (0%) 0 km² es agua.

## Demografía
Según el censo de 2010, había 1.089 personas residiendo en De Smet. La densidad de población era de 363,1 hab./km². De los 1.089 habitantes, De Smet estaba compuesto por el 98.81% blancos, el 0.09% eran afroamericanos, el 0.55% eran amerindios, el 0.09% eran asiáticos, el 0% eran isleños del Pacífico, el 0% eran de otras razas y el 0.46% pertenecían a dos o más razas. Del total de la población el 0.46% eran hispanos o latinos de cualquier raza.

## Atracciones

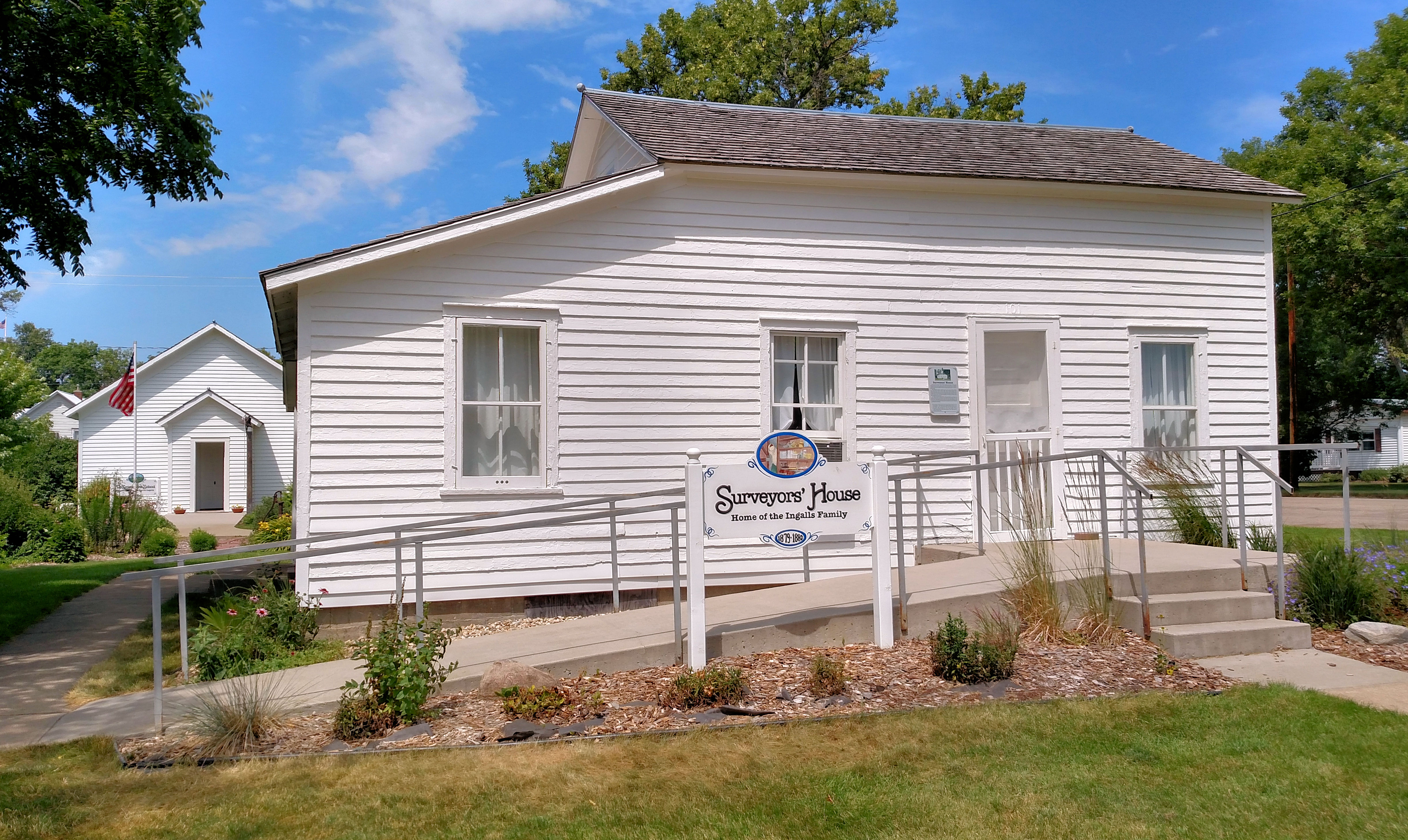
La casa de los agrimensores, primer hogar en el territorio de Dakota de la familia Ingalls

Desde 1971, De Smet ha sido Anfitrión de un concurso celebrado durante varios fines de semana en el mes de julio, en honor de Laura Ingalls Wilder. Cinco de su serie de libros clásicos de la pequeña casa basados en sus experiencias en y a través de la comunidad. Los libros se popularizaron nuevamente en la década de 1970 y principios de los 1980, de la serie de televisión de larga duración Little House on the prairie (llamada La familia Ingalls en Centro y Sudamérica, La casa de la pradera en España y Costa Rica, Los pioneros en México, y La pequeña casa en la pradera en Chile y Venezuela) que se basa libremente en ellos.

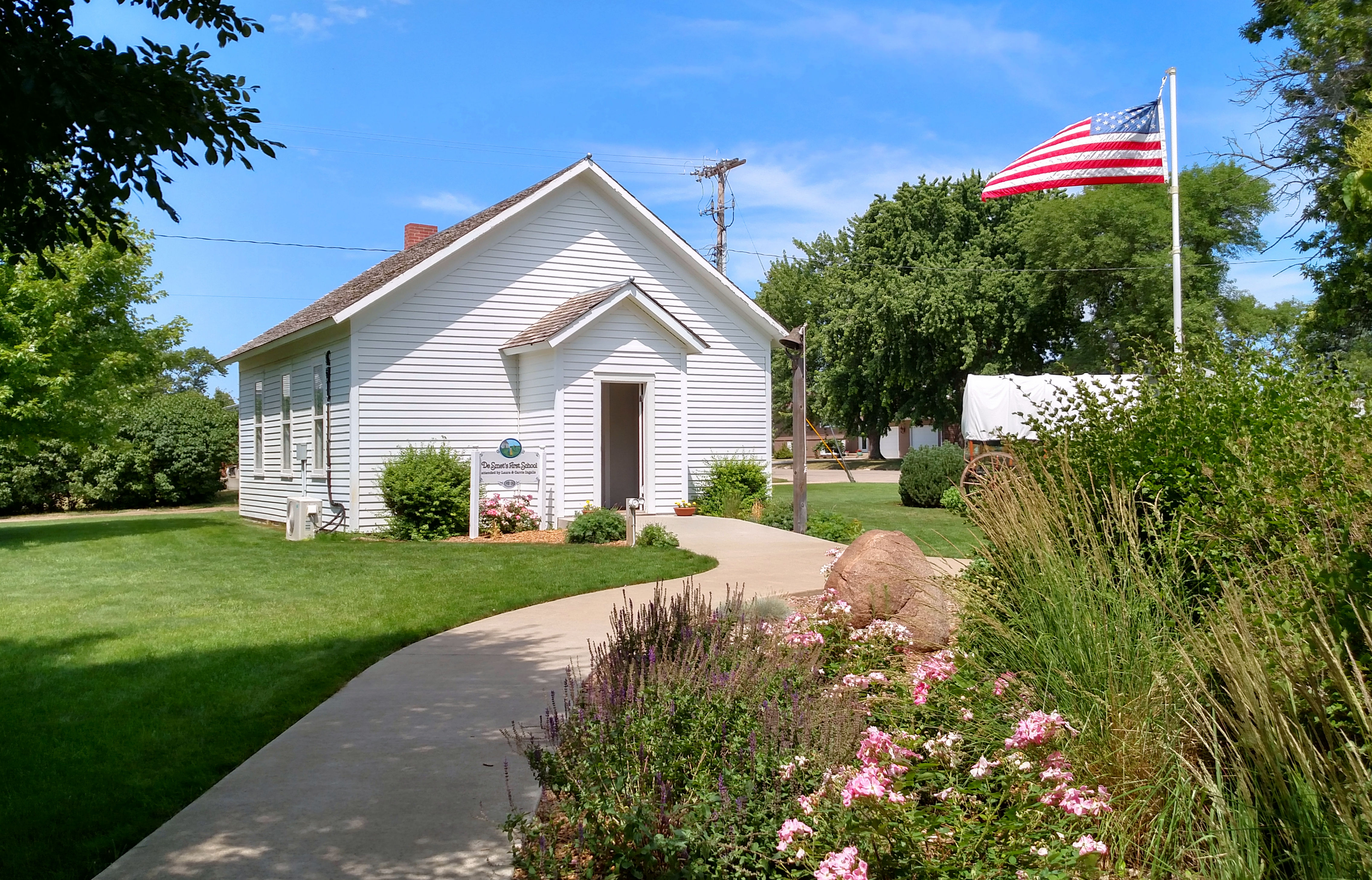
La escuela de De Smet, la primera escuela de De Smet y donde asistieron Laura Ingalls Wilder and Carrie Ingalls Swanzey

La historia de como Charles Ingalls y su esposa Caroline llegaron a De Smet en 1879 en una carreta cubierta de Walnut Grove, Minnesota, cuenta con un elenco de treinta personas de teatro al aire libre cerca de la antigua granja de los Ingalls y la casa de los   agrimensores. Cerca están Silver Lake y Big Slough, lugares mencionados en sus libros. Los recuerdos del pasado pionero de De Smet son evidentes en toda la ciudad, incluyendo la Primera iglesia Congregacional, donde la familia Ingalls adoraba.

En 1894, Laura y su esposo Almanzo Wilder, con su hija Rose, dejaron De Smet para vivir en un granja en Ozarks cerca de Mansfield, Misuri. Allí Laura Ingalls Wilder hizo una crónica de sus recuerdos de Dakota del Sur en obras como The Long Winter, Little Town on the Prairie y These Happy Golden Years. Muchos residentes en De Smet han hecho un esfuerzo especial para aprender las historias de los Ingalls con la esperanza de ayudar a los turistas curiosos cada verano.

## Galería de imágenes de las tumbas de la familia Ingalls

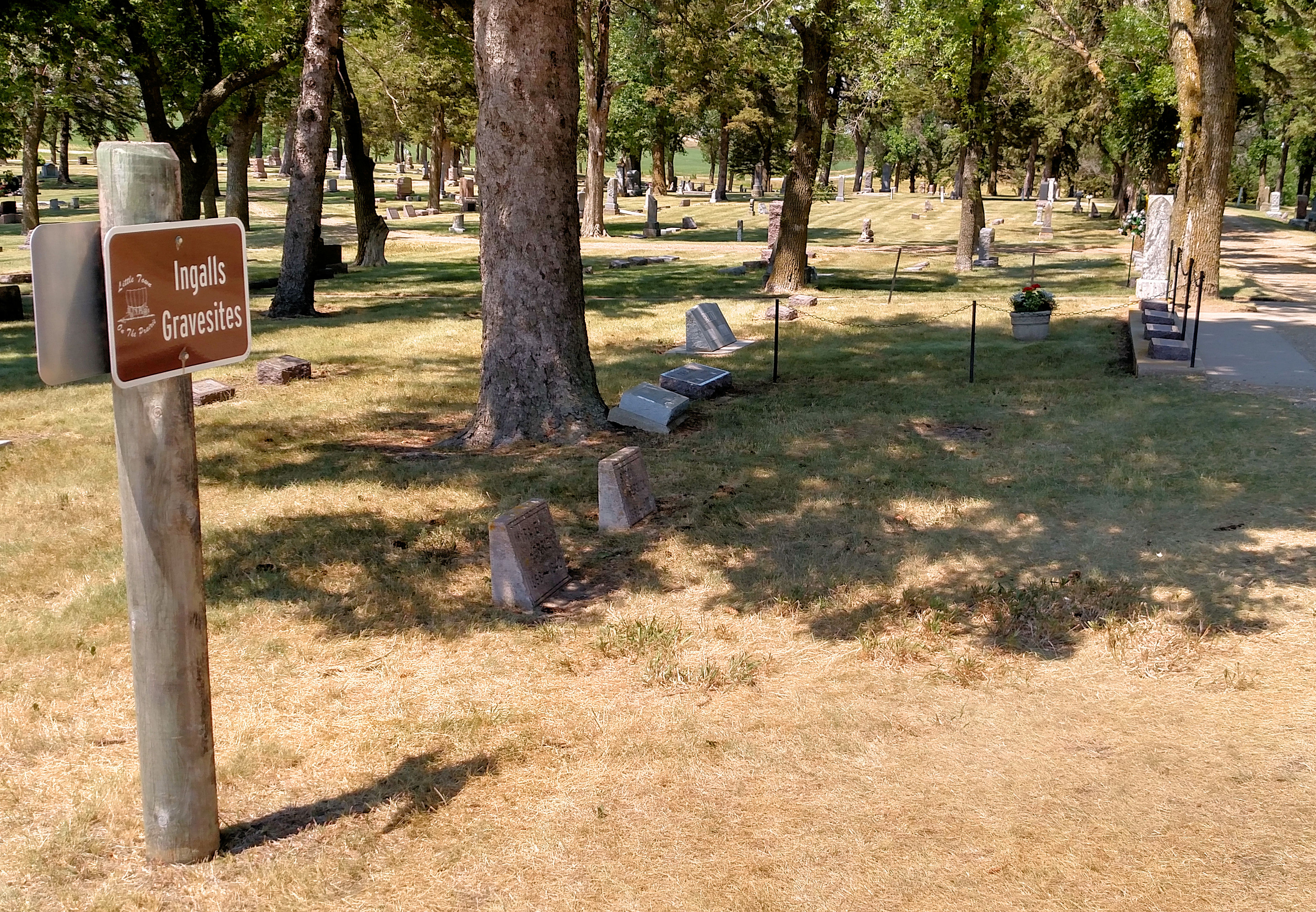
Ingalls family gravesite, De Smet Cemetery, South Dakota
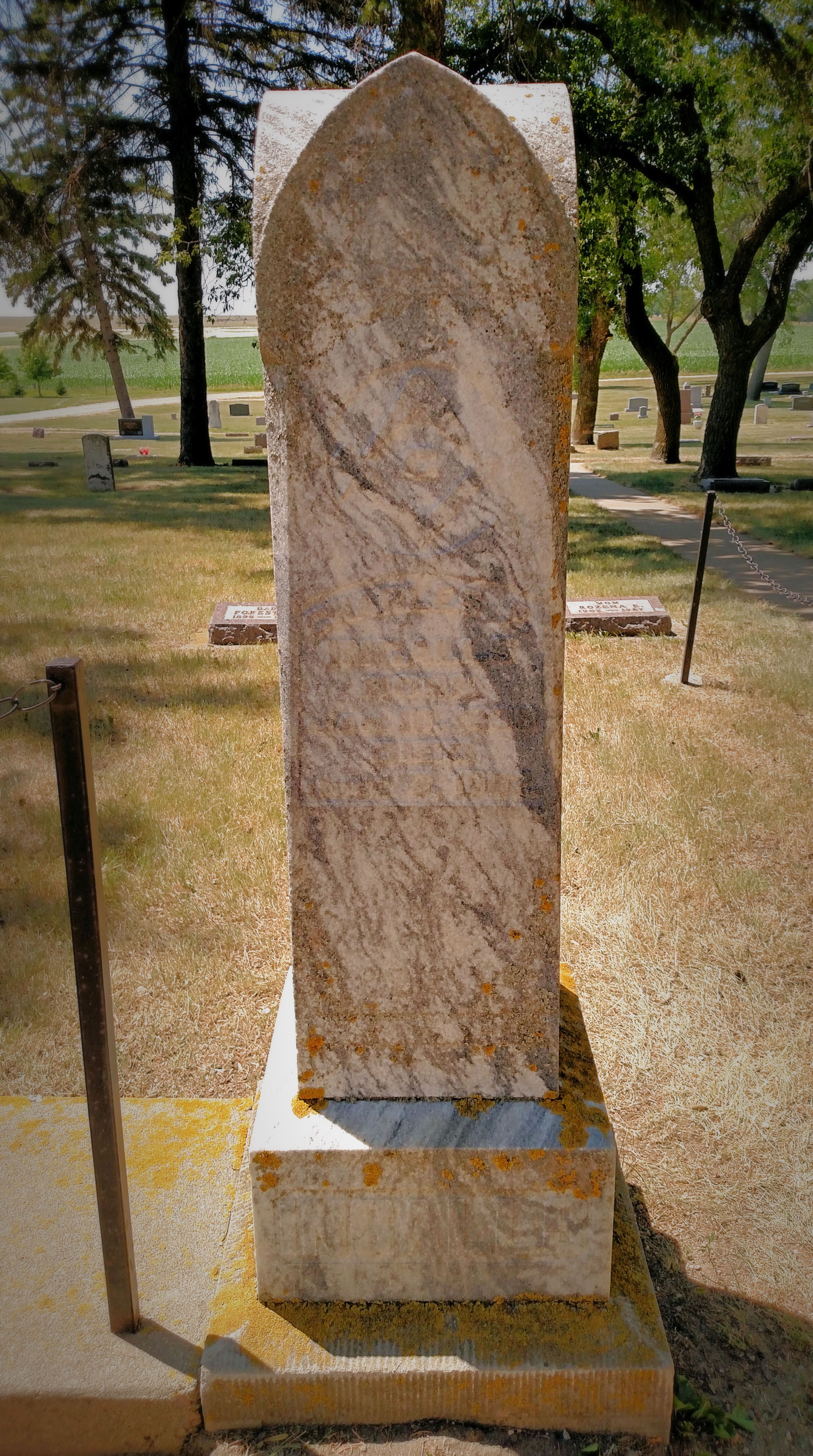
Charles Ingalls gravesite, De Smet Cemetery, South Dakota
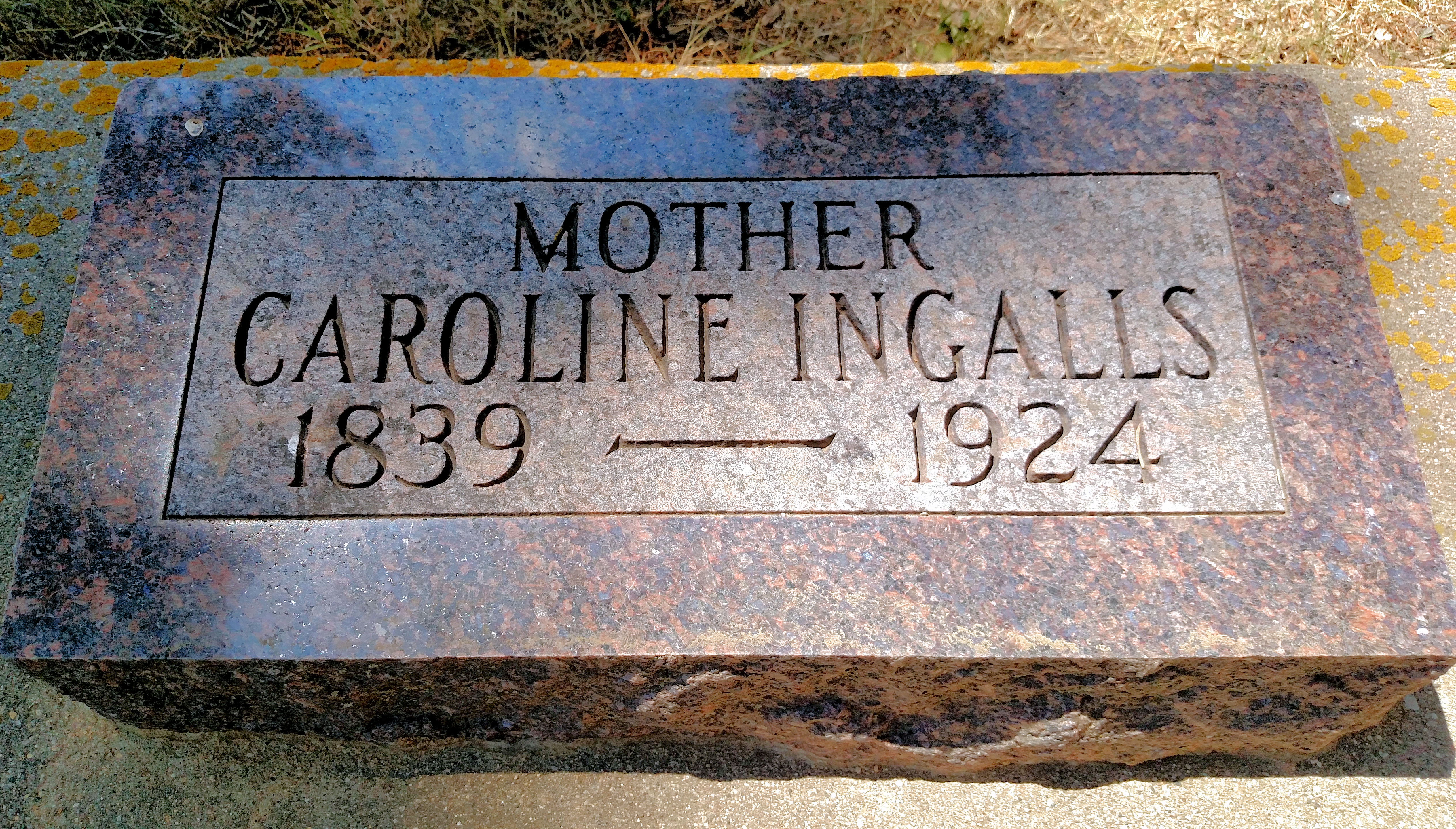
Caroline Ingalls gravesite, De Smet Cemetery, South Dakota
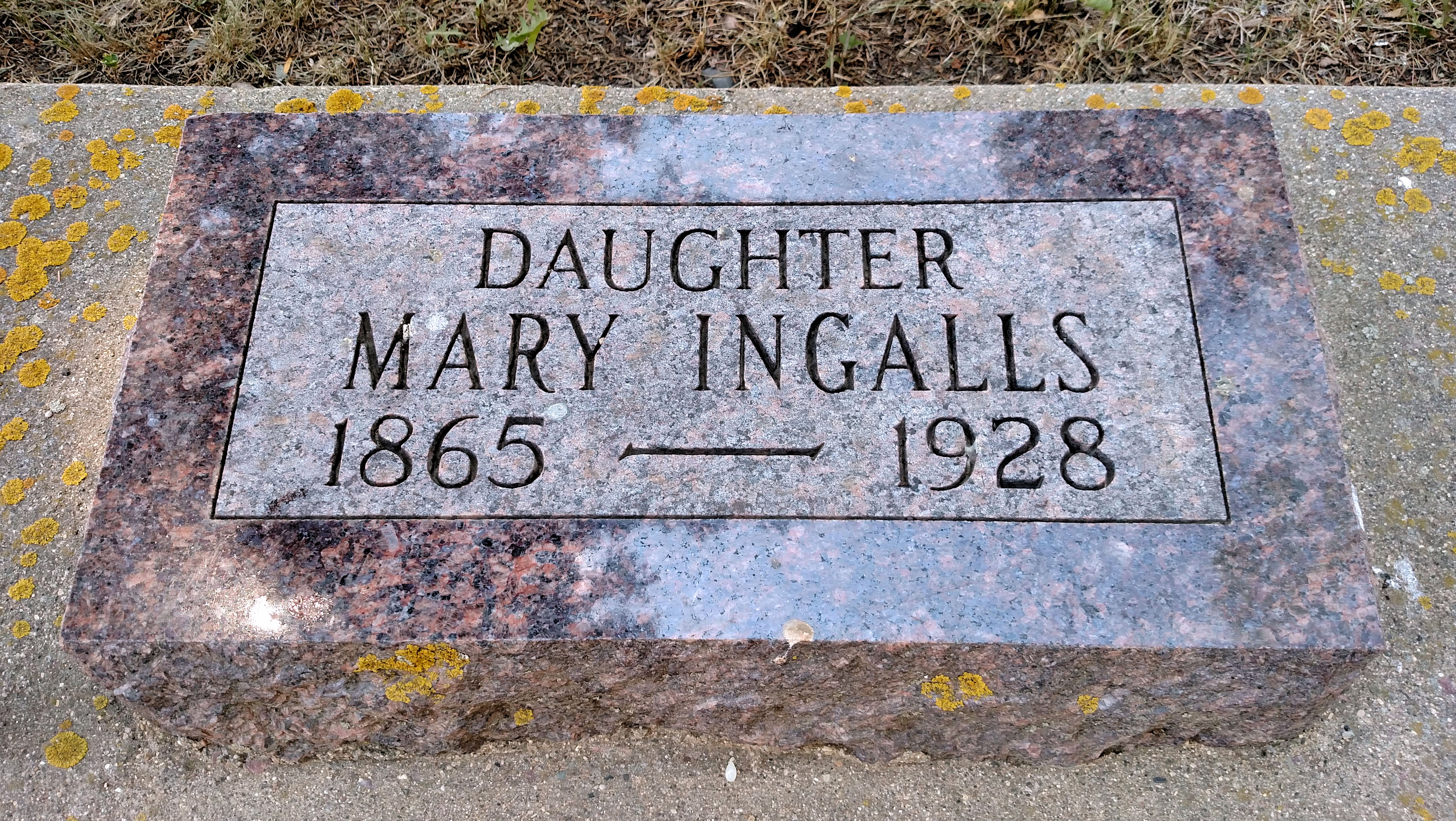
Mary Ingalls gravesite, De Smet Cemetery, South Dakota
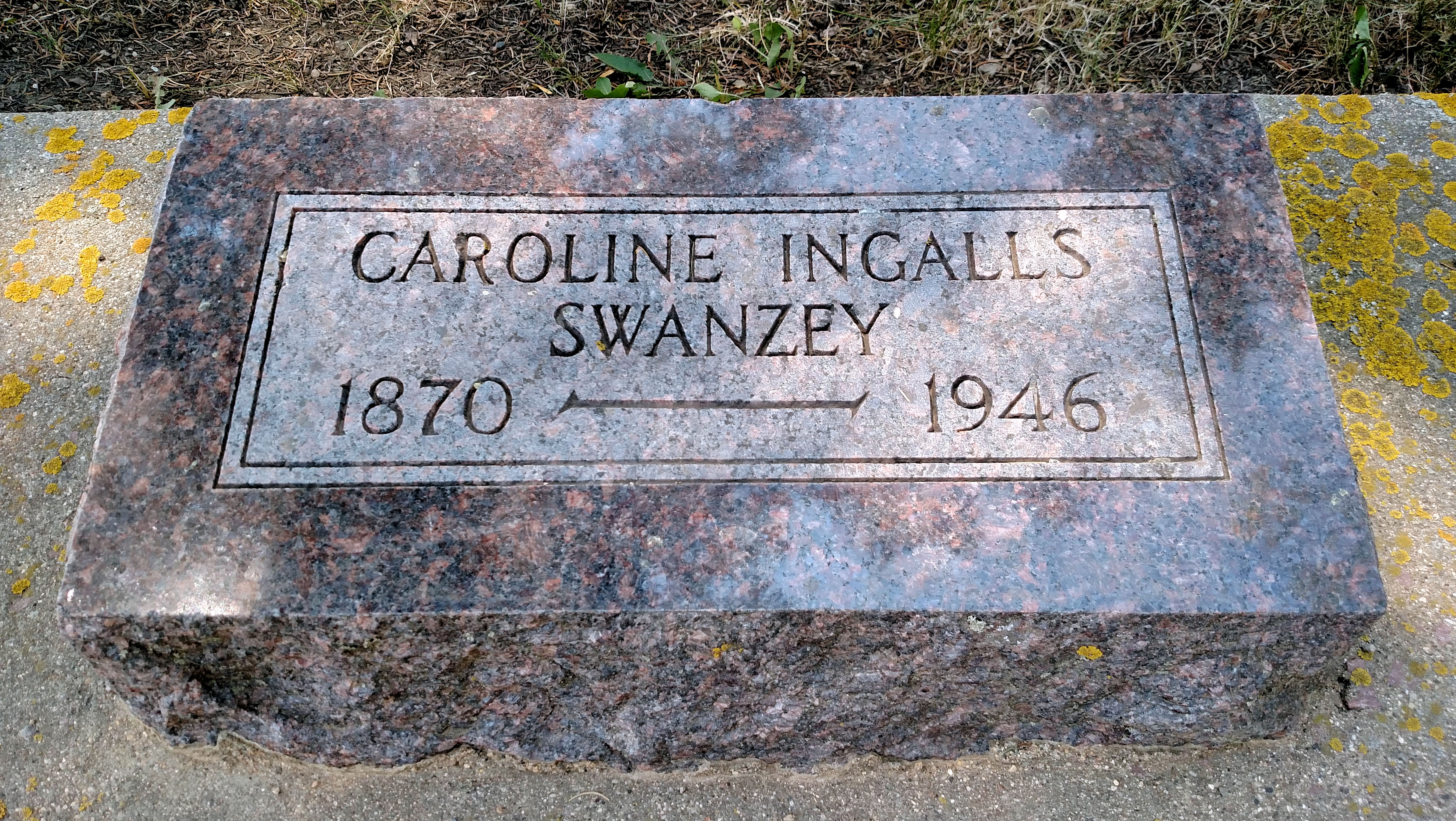
Carrie Ingalls Swanzey gravesite, De Smet Cemetery, South Dakota
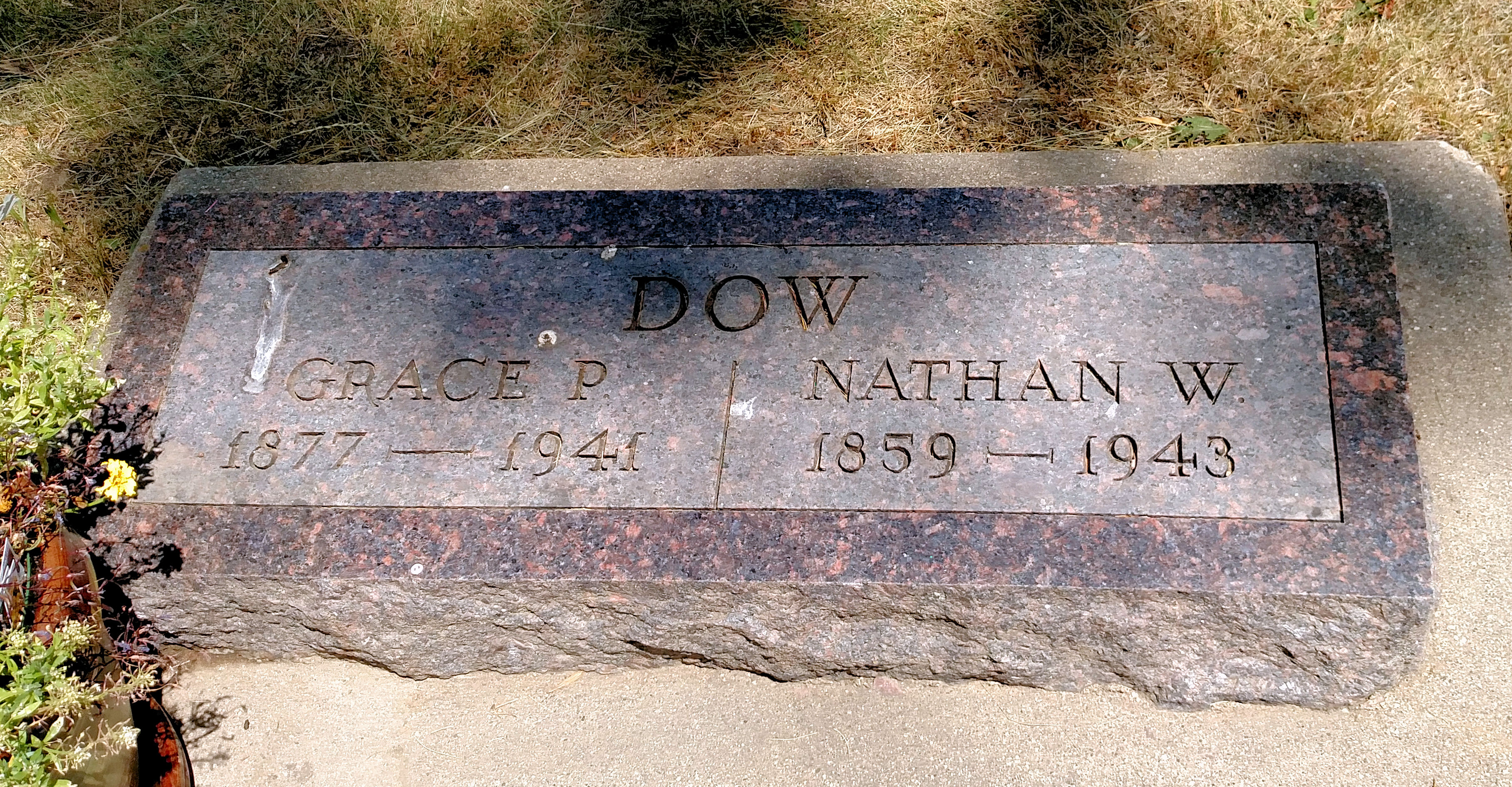
Grace Ingalls Dow and Nathan Dow gravesite, De Smet Cemetery, South Dakota